# Le Poste
Pour plus de détails, voir Fiche technique et Distribution.
Le Poste (Блокпост, Blokpost) est un film russe réalisé par Alexandre Rogojkine, sorti en 1999.

## Fiche technique
- Titre original : Блокпост, Blokpost
- Titre français : Le Poste
- Réalisation et scénario : Alexandre Rogojkine
- Costumes : Tatiana Dorojkina
- Photographie : Andreï Jegalov
- Montage : Sergueï Goudkovski et Youlia Roumiantseva
- Musique : Vladislav Pantchenko
- Pays d'origine : Russie
- Format : Couleurs - 35 mm
- Genre : drame, guerre, romance
- Durée : 85 minutes
- Date de sortie :
  - Allemagne : 20 février 1999 (Berlinale 1999)

## Distribution
- Alexandre Ivanov : Boeing
- Andreï Krasko : Ilitch
- Alexeï Bouldakov : le général
- Zoya Bouriak : l'inspectrice
- Sergueï Goussinski : le lieutenant Boria
- Roman Romantsov : Squelette
- Kirill Oulianov : Juriste
- Ivan Kouzmine : Cendre
- Denis Kirillov : Kif
- Egor Tomachevski : Gratos
- Iouri Grigoriev : Motcha
- Denis Moiseïev : Rat

## Récompense
- Kinotavr 1999 : Grand Prix
- Festival international du film de Karlovy Vary : prix du meilleur réalisateur